# Fish Springs
Fish Springs é uma região censitária no Condado de Douglas, Nevada, nos Estados Unidos. A região censitária tinha uma população de 648 habitantes, segundo o censo de 2010.

## Geografia
Fish Springs fica no lado leste de  Carson Valley do Nevada ocidental, a 11 quilómetros de Minden, a sede do condado de Douglas. De acordo com o  United States Census Bureau, a região censitária tem um total de 23,8km2, todos de terra.